# Naturwissenschaften im Unterricht Chemie
Naturwissenschaften im Unterricht Chemie (kurz NiU-Chemie) ist eine Fachzeitschrift für den Chemieunterricht in der Sekundarstufe I und II. Die Zeitschrift will einen aktuellen Überblick über didaktische und methodische Entwicklungen im Unterrichtsfach Chemie geben.
Vorläufer waren die Zeitschriften Naturwissenschaften im Unterricht Physik/Chemie (1985–1990), Naturwissenschaften im Unterricht: Physik, Chemie, Biologie (1970–1976), Zeitschrift für Naturlehre und Naturkunde (1958–1969) und Naturlehre: Zeitschrift für die lebensnahe Gestaltung des naturwissenschaftlichen Unterrichts an Volksschulen (1953–1957).
Die erste Ausgabe der NiU-Chemie erschien 1990 im Erhard Friedrich Verlag in Zusammenarbeit mit den Chemiedidaktikern Bernd Lutz, Peter Pfeifer und Heinz Schmidkunz. Als weitere Herausgeber fungieren Ilka Parchmann, Markus Rehm, Lutz Stäudel, Sabine Venke sowie Bernhard Sieve. Der Autorenkreis reicht von Didaktikern, Fachleitern und Fortbildern bis hin zu erfahrenen Lehrerinnen und Lehrern.
Die Zeitschrift erscheint alle zwei Monate zu einem bestimmten Thema der Chemiedidaktik. Neben Fachinformationen werden erprobte Unterrichtsmodelle dargestellt. Es werden Experimentieranleitungen und Materialien angeboten, für die exemplarisch mögliche Unterrichtsmethoden durchgespielt werden. Die Zeitschrift hat den Anspruch, Chemielehrer über aktuelle Entwicklungen des Fachs zu informieren.